# The End of the Game (film fra 1919)
The End of the Game er en amerikansk stumfilm fra 1919 af Jesse D. Hampton.

## Medvirkende
- J. Warren Kerrigan som Burke Allister
- Lois Wilson som Mary Miller
- Gayne Whitman som Frank Miller
- Jack Richardson som Dan Middleton
- George Field